# Godelleta
Godelleta è un comune spagnolo di 2 365 abitanti situato nella comunità autonoma Valenciana.